# Hạ Lục
Hạ Lục (下陆区) Hán Việt: Hạ Lục khu) là một quận thuộc địa cấp thị Hoàng Thạch (黄石市), tỉnh Hồ Bắc, Cộng hòa Nhân dân Trung Hoa. Quận này có diện tích 75 km2, dân số năm 2004 là 130.000 người. Về mặt hành chính, quận này được chia ra thành các đơn vị hành chính gồm nhai đạo: Tân Hạ Lục, Lão Hạ Lục, Đông Phương Sơn, Đoàn Thành Sơn.